# Метелик (фільм, 2015)
«Метелик» (ісп. Mariposa) — аргентинський фільм 2015 року поставлений режисером Марко Бергером. Світова прем'єра стрічки відбулася 7 лютого 2015 року на 65-му Берлінському кінофестивалі, де вона брала участь у програмі Панорама. Фільм також брав участь у конкурсній програмі Сонячний зайчик 45-го Київського міжнародного кінофестивалю «Молодість».

## Сюжет
Помах крил метелика ділить всесвіт Роміни і Германа на дві паралельних реальності. У першій вони — брат і сестра, які приховують свої почуття одне до одного, у другій — нічим не пов'язані молоді люди, які замість того, щоб віддатися взаємним почуттям, розвивають незвичні дружні стосунки. 

## У ролях
| Айлін Салас      | ···· | Роміна  |
| Хав'єр Де П'єтро | ···· | Герман  |
| Хуліан Інфантіно | ···· | Бруно   |
| Малена Війя      | ···· | Маріела |

## Визнання
| Нагороди та номінації фільму «Метелик» | Нагороди та номінації фільму «Метелик»               | Нагороди та номінації фільму «Метелик» | Нагороди та номінації фільму «Метелик» | Нагороди та номінації фільму «Метелик» | Нагороди та номінації фільму «Метелик» |
| Рік                                    | Кінофестиваль/кінопремія                             | Категорія/нагорода                     | Номінант                               | Результат                              |                                        |
| -------------------------------------- | ---------------------------------------------------- | -------------------------------------- | -------------------------------------- | -------------------------------------- | -------------------------------------- |
| 2015                                   | 63-й Міжнародний кінофестиваль у Сан-Себастьяні      | Найкращий латиноамериканський фільм    | Метелик                                | Перемога                               |                                        |
| 2015                                   | 45-й Київський міжнародний кінофестиваль «Молодість» | Сонячний зайчик                        | Метелик                                | Номінація                              |                                        |